# Дністер (заказник)
Дністе́р — ландшафтний заказник місцевого значення.

## Опис
Розташований у долині р. Дністер, на південно-західній околиці с. Жван Могилів-Подільського району Вінницької області. Оголошений відповідно до Рішення 27 сесії 3 скликання Вінницької обласної ради від 19.02.2002 № 593
За фізико-географічним районуванням України (1968) ця територія належить до Придністровсько-Подільської лісостепової області (Південно-Східного Поділля) лісостепової зони (район Могилівського Придністров'я). За геоботанічним районуванням України ця територія належить до Європейської широколистянолісової області, Подільсько-Бесарабської провінції, Вінницького (Центральноподільського) округу. Вона входить до Новоушицько-Муровано-Куриловецького геоботанічного району.
Заказник являє собою єдиний контур, але за рослинним покривом в ньому можна виділити декілька ділянок. Найбільшу площу займають протиерозійні насадження на схилах Дністра, меншу — ділянки природного лісу в балках, які впадають у Дністер. На деяких, більш освітлених, місцях збереглись степові ділянки.
На ділянках із протиерозійними насадженнями переважають культури сосни австрійської (чорної), в меншій кількості — сосни звичайної, місцями — робінії (білої акації), лоху. Як домішка трапляються інші деревні та чагарникові породи — дика груша, черешня, явір, клен польовий, свидина. В нижній частині схилу є молоді культури дуба та липи, практично без виявленого трав'яного покриву. Культури сосни нині ще не зімкнені, частина з них має ознаки пригнічення, пожовтіння, окремі гілки всихають. Дерева різної висоти та розвитку, місцями культури загущені. В таких місцях покрив рідкотравний.
Там, де дерева розріджуються і покращуються умови освітлення, утворюються своєрідні галявини. Тут відновлюється степовий травостій, що раніше переважав разом із групами чагарників на цих схилах. На таких степових ділянках переважають тонконіг вузьколистий та самосил гайовий. Тут трапляються інші лучно-степові види, такі як відкасник Біберштейна, вероніка австрійська, келерія струнка, люцерна румунська, дзвоники сибірські, шавлії заростева та кільчаста. Серед природних видів, що збереглися в штучних насадженнях по схилу, є малопоширені види, такі як валеріана пагононосна, юринея вапнякова, горицвіт літній. Тут знайдений рідкісний вид флори України — тирлич хрещатий, відомий під назвою тирлич-лихоманник. Це — цінна лікарська рослина. На ділянці з боку с. Жван на схилі виявлено дві розташовані поруч її куртини (10 та 8 екземплярів) з торішніми плодоносними екземплярами.
В середній частині заказника неподалік від лінії ЛЕП на схилах південної та південно-західної експозиції протиерозійні насадження розріджені і місцями майже зовсім випали. Тут наявні ділянки із степовою рослинністю, яка відновилась, хоча на цих ділянках добре помітні сліди терасування для посадки дерев. Тут у степовому травостої переважає типчак, є ділянки з видами ковили — ковилою пірчатою та ковилою волосистою, занесеними до Червоної книги України. Тут виявлені також такі малопоширені види степової флори як горицвіт весняний, оман мечолистий, воловик високий. Степові ділянки на схилах мають тенденцію до поширення.
Значний інтерес являють ділянки природного лісу в центральній частині заказника. Ліс досить старий, 60 — 90 років, в основному дубово-грабовий з домішкою клена гостролистого та черешні. Переважають у зв'язку із високою затіненістю ділянки із розрідженим трав'яним покривом, на стрімких схилах з осокою колосистою. Ліс має багату та своєрідну флору в її складі виявлені типові види неморальних лісів (зеленчук, чини весняна та чорна, дзвоники кропиволисті, копитняк, зубниця бульбиста, печіночниця благородна та ін.). Поряд і цим у флорі цієї ділянки чимало видів, ареал яких охоплює Центральну та Південну Європу, Середземномор'я. На Поділлі та Придністров'ї ці види знаходяться поблизу східної або північної межі суцільного ареалу. До них належать кизил, що трапляється окремими групами на підвищених ділянках та осока парвська. Дещо далі на територію України просуваються рівноплідник рутвицелистий, купина широколиста, шоломниця висока, горобейник пурпурово-голубий. На ділянці старого лісу виявлені дві лісові орхідеї, занесені до Червоної книги України — гніздівка звичайна, що утворює великі популяції, та любка дволиста, що трапляється поодиноко. Лісові ділянки заказника потребують подальшого дослідження, особливо навесні, під час розвитку рослин-ефемероїдів. Без сумніву, тут ще будуть виявлені місця зростання рідкісних видів флори.
Отже, територія заказника Дністер відзначається високою мальовничістю, наявністю рідкісних видів флори і рідкісних угруповань, до яких насамперед належать ковилові ділянки.